# Костараџа
Костараџа или Костерјак (грч. Κωσταράζι) је насељено место у општини Рупишта у периферији Западна Македонија, Грчка. Према попису из 2021. године било је 14 становника.
Према бугарском географу и историчару, Василу Канчову, у Костараџи је 1900. године живело 600 Грка и 160 Словена хришћана. Костараџа је била насељена грчким и словенским становништвом које постепено хеленизовано. За време грађанског рата Костараџа је била напуштена, а за њене становнике је после рата изграђено ново насеље Нова Костараџа.